# Gervais Street Bridge
Die Gervais Street Bridge ist eine historische Straßenbrücke in Columbia, South Carolina in den Vereinigten Staaten. Die aus Stahlbeton erbaute Bogenbrücke entstand in den Jahren 1926 bis 1928. Seit 1980 ist sie im National Register of Historic Places eingetragen.
Bei dem Bauwerk handelt es sich um die dritte Brücke über den Congaree River an dieser Stelle. Die erste Brücke wurde um 1827 gebaut und während des Sezessionskrieges niedergebrannt. Der Neubau von 1870 wurde schließlich durch das heutige Bauwerk ersetzt. Zu jenem Zeitpunkt war die Brücke das breiteste Straßenbauwerk in dem Bundesstaat. Es blieb bis 1953 die einzige Brücke über diesen Fluss.

## Architektur
Die Brücke ist eine Bogenbrücke aus Stahlbeton mit offenen Zwickeln. Die über sie führende Straße wird auf beiden Seiten von Gehwegen flankiert. Auf den Balustraden an den Seiten der Brücke sitzen grüngestrichene, gusseiserne Laternen, deren Befestigungselement mit einem C und Palmettos versehen sind. Der achteckige Fuß der Säule ist mit Weinlaubmotiven dekoriert, und die Querschnittsverringerungen schmückt Akanthuslaubwerk. Das Bauwerk ist eines von vier Stahlbetonbrücken in South Carolina mit offenen Zwickeln und außerdem die älteste und die am aufwendigsten verzierte der drei Brücken, die den Congaree River überqueren.

## Geographie
Der Gervais Street Bridge befindet sich in Columbia, South Carolina. Sie führt U.S. Highway 1 und U.S. Highway 378 über den Congaree River und verbindet innerhalb der Stadt die Gervais Street auf dem Ostufer mit der Meeting Street am westlichen Ufer des Flusses. Überregional bildet die Brücke die Verbindung Columbias mit den südlichen und westlichen Teilen des Bundesstaates. Die Brück liegt nur ein Stück unterhalb der Stelle, an der Broad River und Saluda River gemeinsam den Congaree River bilden.

## Geschichte
Bei dem Bauwerk handelt es sich um die dritte Brücke, die an dieser Stelle erbaut wurde; die Überreste der beiden vorherigen Bauwerke sind direkt nördlich der heutigen Gervais Street Bridge noch erkennbar.
Bei dem ersten Bauwerk handelte es sich um eine Holzkonstruktion. 1819 wurde die Columbia Bridge Company gegründet, und der Bau der Brücke wurde um 1827 vollendet. Die frühen Stadtplaner Columbias beabsichtigten zwar, dass Senate Street und Assembly Street die beiden Hauptdurchfahrtsstraßen der Stadt sein sollten, doch aus ingenieurtechnischen Gründen wurde die Brücke über den Congaree River am Kopf der Gervais Street gebaut, was den Verkehr an der Senate Street vorbeiführte. Diese wurde somit zu einem Wohngebiet, während sich um die Gervais Street Handel und Gewerbe konzentrierte; dieser Effekt wurde später mit der Ankunft der gebauten Eisenbahnstrecken verstärkt.
Die Confederate States Army brannte die erste Brücke gegen Ende des Sezessionskrieges 1865 nieder, um den Vormarsch der Truppen von General William T. Sherman zu verzögern. Das zweite Brückenbauwerk entstand 1870 und war bis 1912 in Privatbesitz. Dann wurde es in Kooperation mit dem Lexington County von der Verwaltung des Richland Countys angekauft.
Die Bauarbeiten zum heutigen Bauwerk dauerten vom Februar 1926 bis zum Juni 1928. Das Bauwerk wurde entworfen von dem Brückenbauingenieur des State Highway Department, Joseph W. Barnwell aus Charleston, das ausführende Bauunternehmen war die Hardaway Contracting Company aus Columbus, Georgia.
Als das Bauwerk fertiggestellt wurde, führte über die Brücke das breiteste Straßenstück in dem Bundesstaat. Die Brücke wurde am 25. November 1980 als Teil der Historic Resources of Columbia MPS  in das National Register of Historic Places.

## Belege
1. 1 2 3 4 5 6 7  Gervais Street Bridge, Richland County. South Carolina Department of Archives and History, abgerufen am 20. August 2012 (englisch).
2. ↑  Vennie Deas-Moore: Scenes from Columbia’s Riverbanks. The History Press, 2008, ISBN 978-1-59629-362-5, S. 30–31 (englisch).
3. 1 2 3  Tom Elmore: Columbia Civil War Landmarks. The History Press, 2011, ISBN 978-1-60949-121-5, S. 30 (englisch).
4. 1 2  John Morrill Bryan: An Architectural History of the South Carolina College, 1801–1855. University of South Carolina Press, 1976, S. 9 (englisch).
5. 1 2 3 4  Completed Multiple Property Submission form. (PDF; 6,8 MB) National Park Service, abgerufen am 20. August 2012 (englisch).